# Кечиев, Леонид Николаевич
Леонид Николаевич Кечиев (род. 31 мая 1940) — российский ученый и преподаватель, ведущий специалист в области электромагнитной совместимости и проектирования радиоэлектронных средств. Доктор технических наук (1988), профессор (1989). Преподает в МИЭМ НИУ ВШЭ и в Новой Инженерной Школе. Главный редактор журнала «Технологии электромагнитной совместимости».

## Работа в МИЭМ и НИУ ВШЭ
Работает в МИЭМ с 1966 года, с 1997 по 2012 год заведовал кафедрой РТУиС. С 2012 года после объединения МИЭМ и НИУ ВШЭ работает профессором департамента электронной инженерии НИУ ВШЭ и возглавляет экспертную подгруппу МИЭМ по направлению «Электроника и приборостроение».
Является одним из ведущих специалистов России в области электромагнитной совместимости и проектирования радиоэлектронных средств. Перечень его научно-методических работ превышает 200 наименований, включая 7 монографий, 27 изобретений, 8 свидетельств о регистрации программных средства, статьи в трудах Российских и Международных конференций и симпозиумов. Он является председателем диссертационного совета по присуждению ученой степени кандидата и доктора технических наук; руководит аспирантами и является консультантом докторантов, успешно защитивших свои диссертации (18 кандидатских и 2 докторских). Он полностью выполняет учебную нагрузку, читая лекции, проводя практические занятия и руководя курсовым и дипломным проектированием.
Является автором значительного числа учебных пособий, в том числе методических, рекомендованных для студентов вузов. Научные интересы учёного лежат в области конструирования и электромагнитной совместимости радиоэлектронных средств.

## Работа в Новой Инженерной Школе
В 2009 году учёный выступил в качестве одного из основателей Новой Инженерной Школы — негосударственного центра повышения квалификации инженерно-технических кадров. В качестве члена научного совета Новой Инженерной Школы Л. Н. Кечиев возглавляет Центр инженерных знаний (кафедру) «Технологии ЭМС», в состав которого входят все ведущие специалисты в области ЭМС в России.
Учёный является сооснователем и первым главным редактором журнала «Технологии электромагнитной совместимости», который включен ВАКом в перечень ведущих рецензируемых научных журналов.

## Награды и звания
- Действительный член Международной академии информатизации
- Лауреат Всероссийского конкурса профессиональных инженеров по номинации «Радиоэлектроника и телекоммуникации» (2000)
- Нагрудный знак Минобразования РФ «За отличные успехи в образовании»
- Звание «Почетный работник высшего профессионального образования Российской Федерации» (2010)
- Знак «За заслуги в развитии радиоэлектроники и связи» (2010)

## Общественная деятельность
Учёный является секретарем правления Московского союза научных и инженерных общественных объединений, одновременно возглавляет в нём комитет по проблемам электромагнитной совместимости.

## Основные работы
- Кечиев Л. Н. Печатные платы и узлы гигабитной электроники. — М.: Грифон, 2017. — 424 с. — ISBN 978-5-98862-373-1.
- Кечиев Л. Н. ЭМС и информационная безопасность в системах телекоммуникаций. — М.: Издательский Дом «Технологии», 2005.
- Кечиев Л. Н. Защита электронных средств от воздействия статического электричества. — М.: Издательский Дом «Технологии», 2005.
- Кечиев Л. Н. Проектирование печатных плат для цифровой быстродействующей аппаратуры. — М.: Группа ИДТ, 2007.
- Кечиев Л. Н. Мощный электромагнитный импульс: воздействие на электронные средства и методы защиты. — М.: Группа ИДТ, 2007.
- Кечиев Л. Н. Экранирование технических средств и экранирующие системы. — М.: Группа ИДТ, 2010.
- Кечиев Л. Н. Защита объектов телекоммуникаций от электромагнитных воздействий. — М.: Грифон, 2013.
- Кечиев Л. Н. Зарубежные военные стандарты в области ЭМС. — М.: Грифон, 2014.